# Jurjen Bosch
Jurjen Bosch (Hallum, 14 december 1985) is een Nederlandse aanvaller die op dit moment speelt bij de zaterdag derdeklasser Wykels Hallum. Eerder speelde hij voor SC Cambuur, ONS BOSO Sneek en PKC '83.
Bosch maakte zijn debuut in het betaalde voetbal op 21 december 2007 tegen Go Ahead Eagles. Een vervelende blessure gooide roet in het eten voor een verder profavontuur. Vervolgens keerde hij terug naar de amateurs.

## Carrière
| Seizoen | Club                  | Doelpunten | Competitie     |
| ------- | --------------------- | ---------- | -------------- |
| 2004/05 | Wykels Hallum         | 6          | Derde Klasse   |
| 2005/06 | Wykels Hallum         | 18         | Derde Klasse   |
| 2006/07 | Wykels Hallum         | 10         | Tweede Klasse  |
| 2007/08 | SC Cambuur-Leeuwarden | 0          | Eerste Divisie |
| 2008/09 | SC Cambuur-Leeuwarden | 0          | Eerste Divisie |
| 2009/10 | Wykels Hallum         | 7          | Derde Klasse   |
| 2009/10 | PKC '83               | 3          | Hoofdklasse    |
| 2010/11 | PKC '83               | 8          | Hoofdklasse    |
| 2011/12 | ONS Sneek             | 30         | Hoofdklasse    |
| 2012/13 | ONS Sneek             | 9          | Hoofdklasse    |
| 2013/14 | ONS Sneek             | 3          | Topklasse      |